# Michael Grant (attore)
Michael Grant (Kingsport, 1995) è un attore e modello statunitense famoso per aver interpretato il ruolo di Ethan nella serie La vita segreta di una teenager americana.

## Biografia
Michael Grant è nato a Kingsport, nel Tennessee da genitori di discendenza greca. Ha una sorella, Stephanie Katherine, anch'essa attrice.
All'età di 6 anni ha vinto la Tennessee State Piano Competition rivelandosi così un pianista di grande bravura. 
Nel 2007 esordisce come attore in un episodio della serie televisiva Sportlets e nel 2009 si è trasferito a Los Angeles per consolidare la sua carriera. Grant ha recitato in numerose serie televisive come A tutto ritmo, Private Practice, Victorious, Criminal Minds e Childrens Hospital. Nel 2011 è stato scelto per interpretare il ruolo di Ethan nella serie La vita segreta di una teenager americana.
Nel 2014 ha recitato nel suo primo film cinematografico Zoe Gone e in Where Hope Grows: Nulla è perduto, per il quale è stato premiato con un Young Artist Award.
Nel 2016 recita nei film Fair Haven e Summer of 8 e dirige il cortometraggio Dominion.

## Filmografia

### Attore
- Sportlets, nell'episodio "Leg neer die bal!" (2007)
- A tutto ritmo (Shake It Up), nell'episodio "Lezione di karate!" (2010)
- Private Practice (Private Practice), nell'episodio "La parte più difficile" (2011)
- Victorious (Victorious), nell'episodio "La preside Helen" (2011)
- Criminal Minds (Criminal Minds), nell'episodio "L'escluso" (2011)
- Love in the Time of Flannel (2011) Cortometraggio
- Childrens Hospital, nell'episodio "The Return of the Young Billionaire" (2012)
- La vita segreta di una teenager americana (The Secret Life of the American Teenager) (2011-2013) Serie TV
- Pretty Little Liars (Pretty Little Liars), nell'episodio "Sotto le armi" (2013)
- A lezione con Wayne (Reading Writing & Romance) (2013) Film TV
- Brooklyn Nine-Nine (Brooklyn Nine-Nine), nell'episodio "Il tagger" (2013)
- Zoe Gone (2014)
- Where Hope Grows: Nulla è perduto (Where Hope Grows) (2014)
- Non sono stato io (I Didn't Do It), nell'episodio "La vita non segreta dei Mosquitos e dei Muskarats" (2015)
- Crazy Ex-Girlfriend (Crazy Ex-Girlfriend), nell'episodio "Josh non sa dove sono!" (2016)
- Fair Haven (2016)
- Summer of 8 (2016)
- Dominion (2016) Cortometraggio
- Pitching Tents (2017)
- Forsaken (2017)
- September 12th (2017)

### Regista
- Dominion (2016) Cortometraggio

### Sceneggiatore
- Dominion (2016) Cortometraggio

### Produttore
- Dominion (2016) Cortometraggio

### Montatore
- Dominion (2016) Cortometraggio

## Riconoscimenti
| Anno | Premio                   | Categoria                                                                   | Lavoro                            | Risultato       |
| ---- | ------------------------ | --------------------------------------------------------------------------- | --------------------------------- | --------------- |
| 2016 | Young Artist Award       | Miglior performance in un film - Giovane attore protagonista (14 - 21 anni) | Where Hope Grows: Nulla è perduto | Vincitore/trice |
| 2016 | Young Entertainer Awards | Best Leading Young Actor – Feature Film                                     | Where Hope Grows: Nulla è perduto | Candidato/a     |
| 2017 | Young Entertainer Awards | Best Leading Young Actor – Feature Film                                     | Summer of 8                       | Vincitore/trice |